# Список озёр и водохранилищ Монтаны
В американском штате Монтана насчитывается 3223 озёр и водохранилищ, имеющих официальное название. Ниже приведены наиболее крупные и известные из них. Сортировка — по округам, по алфавиту. Названия озёр даны обычным шрифтом, водохранилищ — курсивом.

## Список
Примечание: После указания количества озёр и водохранилищ в данном округе подразумевается окончание «…имеющих официальное название».
Биверхед
В округе Биверхед расположены 166 озёр и водохранилищ.
- Кларк-Каньон[англ.]

Биг-Хорн
В округе Биг-Хорн расположены 4 озера и 14 водохранилищ.
- Бигхорн[англ.] — частично на территории округов Карбон и Биг-Хорн (Вайоминг)
- Тонг-Ривер[англ.]

Блейн
В округе Блейн расположены 52 озёр и водохранилищ.
Бродуотер
В округе Бродуотер расположены 1 озеро и 2 водохранилища.
- Каньон-Ферри[англ.] — частично на территории округа Льюис-энд-Кларк

Валли
В округе Валли расположены 7 озёр и 259 водохранилищ.
- Форт-Пек — третье по площади водохранилище страны, занимает территории шести округов.

Галлатин
В округе Галлатин расположены 69 озёр и водохранилищ.
- Албино[англ.]
- Куэйк — частично на территории округа Мадисон
- Хебген[англ.]
- Хьялайт[англ.]

Гарфилд
В округе Гарфилд расположены 0 озёр и 34 водохранилища.
- Форт-Пек — третье по площади водохранилище страны, занимает территории шести округов.

Глейшер
В округе Глейшер расположены 113 озёр и 5 водохранилищ.
- Айсберг[англ.]
- Аппер-Гриннелл[англ.]
- Аппер-Ту-Медисайн[англ.]
- Вурдемен[англ.]
- Гансайт[англ.]
- Гленнс[англ.]
- Гриннелл[англ.]
- Джанет[англ.]
- Джозефина[англ.]
- Косли[англ.]
- Крэкер[англ.]
- Кутенай[англ.]
- Лоуэр-Ту-Медисайн[англ.]
- Нуни[англ.]
- Олдмен[англ.]
- Редрок[англ.]
- Свифткаррент[англ.]
- Сент-Мэри[англ.]
- Стони-Индиан[англ.]
- Сью[англ.]
- Ту-Медисайн[англ.]
- Фишеркэп[англ.]
- Франсис[англ.]
- Хелен[англ.]
- Шерберн[англ.]
- Элизабет[англ.]

Голден-Валли
В округе Голден-Валли расположены 2 озера и 0 водохранилищ.
Гранит
В округе Гранит расположены 75 озёр и водохранилищ.
- Джорджтаун[англ.] — частично на территории округа Дир-Лодж

Даниелс
В округе Даниелс расположены 1 озеро и 5 водохранилищ.
Джефферсон
В округе Джефферсон расположены 12 озёр и 10 водохранилищ.
Джудит-Бейсин
В округе Джудит-Бейсин расположены 6 озёр и 1 водохранилище.
Дир-Лодж
В округе Дир-Лодж расположены 21 озеро и 4 водохранилища.
- Джорджтаун[англ.] — частично на территории округа Гранит

Досон
В округе Досон расположены 0 озёр и 28 водохранилищ.
Йеллоустон
В округе Йеллоустон расположены 4 озера и 3 водохранилища.
- Элмо[англ.]

Карбон
В округе Карбон расположены 178 озёр и водохранилищ.
- Арк[англ.]
- Бигхорн[англ.] — частично на территории округов Биг-Хорн и Биг-Хорн (Вайоминг)
- Куни[англ.]
- Уайлд-Билл[англ.]

Картер
В округе Картер расположены 1 озеро и 51 водохранилище.
Каскейд
В округе Каскейд расположены 5 озёр и 10 водохранилищ.
- Каскейд[англ.]

Кастер
В округе Кастер расположены 2 озера и 21 водохранилище.
Лейк
В округе Лейк расположены 80 озёр и водохранилищ.
- Суон[англ.]
- Флатхед — частично на территории округа Флатхед

Либерти
В округе Либерти расположены 3 озера и 16 водохранилищ.
Линкольн
В округе Линкольн расположены 157 озёр и 6 водохранилищ.
- Алкали[англ.]
- Кукануса[англ.] — частично на территории округа Ист-Кутеней
- Тули[англ.]

Льюис-энд-Кларк
В округе Льюис-энд-Кларк расположены 67 озёр и водохранилищ.
- Гибсон[англ.] — частично на территории округа Титон
- Каньон-Ферри[англ.] — частично на территории округа Бродуотер
- Хаузер[англ.]
- Хелина[англ.]
- Херт[англ.]
- Холтер[англ.]

Мадисон
В округе Мадисон расположены 158 озёр и водохранилищ.
- Куэйк — частично на территории округа Галлатин

Мак-Кон
В округе Мак-Кон расположены 0 озёр и 28 водохранилищ.
- Форт-Пек — третье по площади водохранилище страны, занимает территории шести округов.

Мар
В округе Мар расположены 11 озёр и 25 водохранилищ.
Масселшелл
В округе Масселшелл расположены 7 озёр и 1 водохранилище.
Мизула
В округе Мизула расположены 120 озёр и 12 водохранилищ.
- Холланд[англ.]

Минерал
В округе Минерал расположены 42 озера и 0 водохранилищ.
- Бушар[англ.]

Парк
В округе Парк расположены 163 озера и 1 водохранилище.
Паудер-Ривер
В округе Паудер-Ривер расположены 0 озёр и 143 водохранилища.
Пауэлл
В округе Пауэлл расположены 68 озёр и водохранилищ.
Петролеум
В округе Петролеум расположены 2 озера и 7 водохранилищ.
- Форт-Пек — третье по площади водохранилище страны, занимает территории шести округов.

Пондерей
В округе Пондерей расположены 22 озера и 7 водохранилищ.
Прери
В округе Прери расположены 0 озёр и 15 водохранилищ.
Равалли
В округе Равалли расположены 126 озёр и водохранилищ.
- Комо[англ.]

Ричленд
В округе Ричленд расположены 2 озера и 12 водохранилищ.
Розбад
В округе Розбад расположены 0 озёр и 69 водохранилищ.
Рузвельт
В округе Рузвельт расположены 6 озёр и 8 водохранилищ.
Сандерс
В округе Сандерс расположены 60 озёр и 6 водохранилищ.
- Ноксон-Рэпидс[англ.]

Силвер-Боу
В округе Силвер-Боу расположены 3 озера и 11 водохранилищ.
- Беркли-Пит — возможно, самое токсичное озеро в мире[1][2][3]

Стиллуотер
В округе Стиллуотер расположены 78 озёр и 2 водохранилища.
Суит-Грасс
В округе Суит-Грасс расположены 43 озера и 7 водохранилищ.
Титон
В округе Титон расположены 20 озёр и 10 водохранилищ.
- Гибсон[англ.] — частично на территории округа Льюис-энд-Кларк

Трежер
В округе Трежер расположены 0 озёр и 4 водохранилища.
Тул
В округе Тул расположены 63 озёр и водохранилищ.
Уибо
В округе Уибо расположены 0 озёр и 1 водохранилище.
Уитленд
В округе Уитленд расположены 1 озеро и 9 водохранилищ.
Фаллон
В округе Фаллон расположены 1 озеро и 5 водохранилищ.
Фергус
В округе Фергус расположены 1 озеро и 13 водохранилищ.
- Кристал[англ.]
- Форт-Пек — третье по площади водохранилище страны, занимает территории шести округов.

Филлипс
В округе Филлипс расположены 147 озёр и водохранилищ.
- Форт-Пек — третье по площади водохранилище страны, занимает территории шести округов.

Флатхед
В округе Флатхед расположены 269 озёр и водохранилищ.
- Аваланч[англ.]
- Бивер-Вумен[англ.]
- Боумен[англ.]
- Буффало-Вумен[англ.]
- Кварц[англ.]
- Кинтла[англ.]
- Логгинг[англ.]
- Макдональд[англ.]
- Уайтфиш[англ.]
- Флатхед — частично на территории округа Лейк
- Хангри-Хорс[англ.]
- Хидден[англ.]
- Эллен-Уилсон[англ.]
- Эхо[англ.]
- Эшли

Хилл
В округе Хилл расположены 16 озёр и 20 водохранилищ.
- Фресно[англ.]

Шеридан
В округе Шеридан расположены 24 озера и 4 водохранилища.
Шоуто
В округе Шоуто расположены 27 озёр и водохранилищ.
Исчезнувшие озёра
- Мизула — существовало периодически в конце последнего ледникового периода, 15—13 тысяч лет назад. Занимало территорию около 7770 км²; объём составлял около 2100 км³ (почти половина объёма современного озера Мичиган)[4].